# Merced County
Merced County is een county in Californië in de VS. Het werd gevormd in 1855 en bestond uit delen van Mariposa County. In 1856 werd een deel van de county aan Fresno County gegeven.
Zijn naam kreeg het van de Merced River, welke zijn naam in 1806 kreeg van een Spaanse expeditie onder leiding van Gabriel Moraga.

## Geografie
De county heeft een totale oppervlakte van 5107 km² (1972 mijl²) waarvan 4995 km² (1929 mijl²) land is en 112 km² (43 mijl²) of 2.19% water is.

### Aangrenzende county's
- San Benito County - zuidwest
- Santa Clara County - westen
- Stanislaus County - noorden
- Mariposa County - oosten
- Madera County - zuidoost
- Fresno County - zuiden

### Steden en dorpen

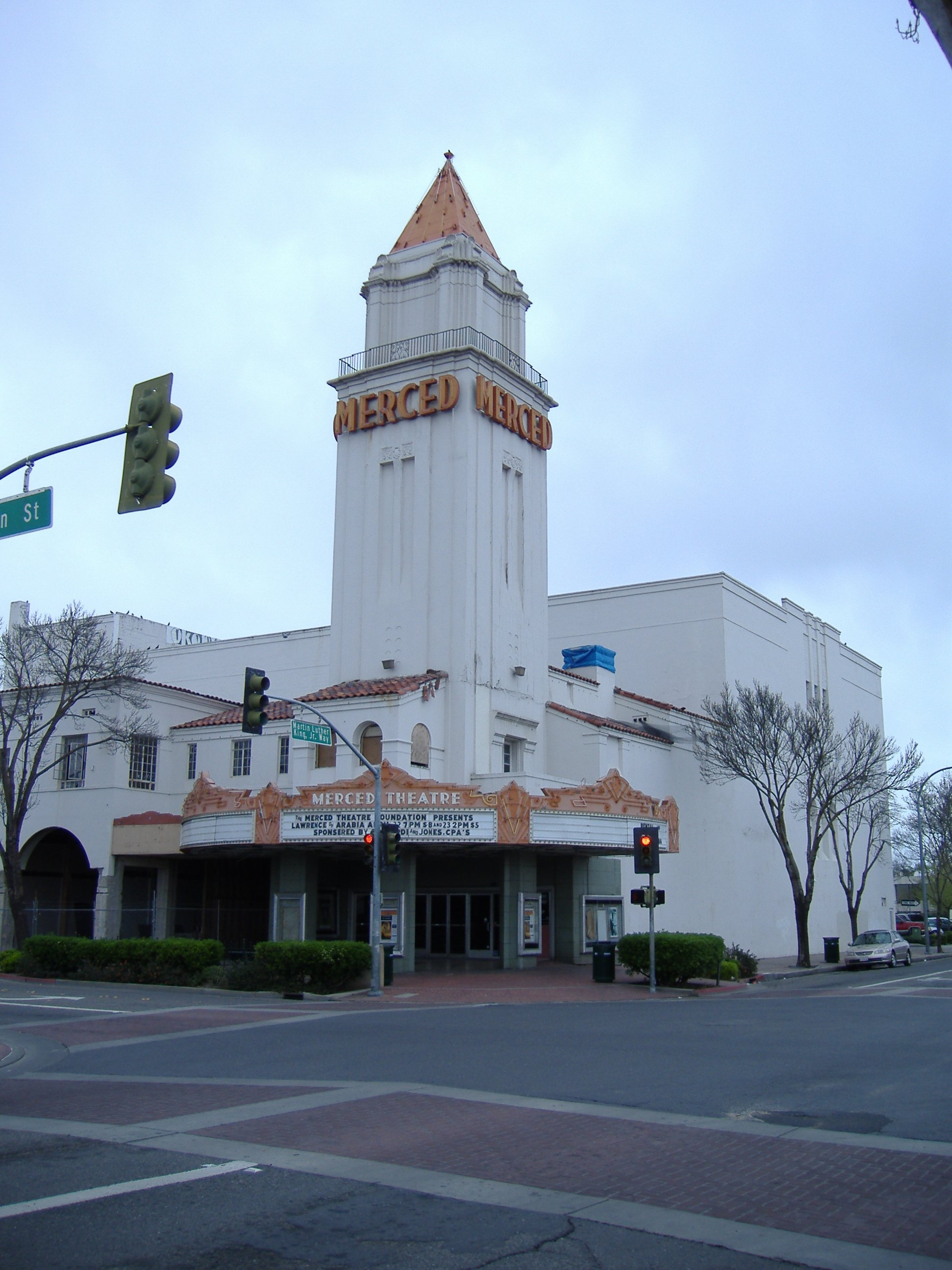
De stad Merced

- Atwater
- Ballico
- Cressey
- Delhi
- Dos Palos
- Gustine
- Hilmar
- Le Grand
- Livingston
- Los Banos
- Merced
- Planada
- Santa Nella
- Snelling
- South Dos Palos
- Winton